# Liste des béatifications prononcées par Paul VI
Cette page dresse la liste des personnes béatifiées par le pape Paul VI.
C'est au terme d'une rigoureuse enquête canonique, qui aboutit à la reconnaissance d'authenticité d'un miracle attribué à l'intercession d'un vénérable, que le pape seul à la capacité de signer le décret de béatification.
Jusqu'au pape Benoît XVI, ce sont les Souverains-Pontifes qui célébraient la messe de béatification dans la Basilique Saint-Pierre de Rome. Les festivités pouvant s'étendre sur plusieurs jours et attirer des milliers de fidèles.
Au cours de son pontificat le pape Paul VI a proclamé 61 nouveaux bienheureux, comme modèles évangéliques pour les croyants. 27 martyrs, 13 religieuses, 3 évêques, 16 prêtres / religieux, 2 laïcs.

## 1963
| N° | Image | Bienheureux             | Date de béatification | Lieu de béatification                   | Informations |
| -- | ----- | ----------------------- | --------------------- | --------------------------------------- | --- |
| 1. |       | Jean Népomucène Neumann | 13 octobre 1963       | Basilique Saint-Pierre, Cité du Vatican | (1811-1860), prêtre rédemptoriste. |
| 2. |       | Dominique Barberi       | 27 octobre 1963       | Basilique Saint-Pierre, Cité du Vatican | (1792-1849), religieux de la congrégation de la Passion de Jésus-Christ. |
| 3. |       | Léonard Murialdo        | 2 novembre 1963       | Basilique Saint-Pierre, Cité du Vatican | (1828-1900), prêtre italien, fondateur de la Congrégation de saint Joseph et directeur du Collegio Artigianelli pour l'assistance à l'insertion dans le monde du travail de la jeunesse (canonisé le 3 mai 1970). |
| 4. |       | Vincenzo Romano         | 17 novembre 1963      | Basilique Saint-Pierre, Cité du Vatican | (1751-1831), prêtre napolitain, curé de la paroisse de Torre del Greco pendant plus de trente ans. Il poursuit de nombreuses œuvres charitables auprès des pauvres, des malades et des enfants. Prêche des missions populaires pour raviver la foi de ses paroissiens, et va à la rencontre de la population pour les reconduire à la pratique religieuse (canonisé le 14 octobre 2018 il donné comme patron aux prêtres napolitains). |
| 5. |       | Nunzio Sulprizio        | 1er décembre 1963     | Basilique Saint-Pierre, Cité du Vatican | (1817-1836), laïc ouvrier italien de 19 ans, « marqué par une enfance douloureuse mais aussi par une piété intense » (canonisé le 14 octobre 2018). |

## 1964
| N° | Image | Bienheureux    | Date de béatification | Lieu de béatification                   | Informations |
| -- | ----- | -------------- | --------------------- | --------------------------------------- | --- |
| 1. |       | Louis Guanella | 27 octobre 1964       | Basilique Saint-Pierre, Cité du Vatican | (1842-1915), prêtre italien, fondateur des Filles de Sainte Marie de la Divine Providence et des Serviteurs de la charité (canonisé le 23 octobre 2011). |

## 1965
| N° | Image | Bienheureux      | Date de béatification | Lieu de béatification                   | Informations |
| -- | ----- | ---------------- | --------------------- | --------------------------------------- | --- |
| 1. |       | Jacques Berthieu | 17 octobre 1965       | Basilique Saint-Pierre, Cité du Vatican | (1838-1896), prêtre jésuite français, martyrisé à Madagascar lors de la rébellion Menalamba de 1896 (canonisé le 21 octobre 2012). |
| 2. |       | Charbel Makhlouf | 5 décembre 1965       | Basilique Saint-Pierre, Cité du Vatican | (1828-1898), prêtre et moine-ermite de l'Église maronite (canonisé le 9 octobre 1977, proclamé saint patron du Liban).             |

## 1966
| N° | Image | Bienheureux       | Date de béatification | Lieu de béatification                   | Informations                                                  |
| -- | ----- | ----------------- | --------------------- | --------------------------------------- | ------------------------------------------------------------- |
| 1. |       | Ignace de Santhia | 17 avril 1966         | Basilique Saint-Pierre, Cité du Vatican | (1686-1770), prêtre capucin italien (canonisé le 19 mai 2002) |

## 1967
| N° | Image | Bienheureux         | Date de béatification | Lieu de béatification                   | Informations                                                                                 |
| -- | ----- | ------------------- | --------------------- | --------------------------------------- | -------------------------------------------------------------------------------------------- |
| 1. |       | Marie Fortunée Viti | 8 octobre 1967        | Basilique Saint-Pierre, Cité du Vatican | (1827-1922), religieuse bénédictine italienne reconnue bienheureuse par l'Église catholique. |

## 1968
| N° | Image | Bienheureux       | Date de béatification | Lieu de béatification                   | Informations |
| -- | ----- | ----------------- | --------------------- | --------------------------------------- | --- |
| 1. |       | Marie des Apôtres | 13 octobre 1968       | Basilique Saint-Pierre, Cité du Vatican | (1833-1907), religieuse catholique allemande, cofondatrice des sœurs du Divin Sauveur. |
| 2. |       | Clélie Barbieri   | 27 octobre 1968       | Basilique Saint-Pierre, Cité du Vatican | (1847-1870), religieuse italienne fondatrice des Sœurs Minimes de Notre-Dame des Douleurs ; est à ce jour la plus jeune fondatrice d'un institut religieux de l'histoire de l'Église (canonisée le 9 avril 1989). |

## 1971
| N° | Image | Bienheureux      | Date de béatification | Lieu de béatification                   | Informations |
| -- | ----- | ---------------- | --------------------- | --------------------------------------- | --- |
| 1. |       | Maximilien Kolbe | 17 octobre 1971       | Basilique Saint-Pierre, Cité du Vatican | (1894-1941), prêtre franciscain conventuel polonais, fondateur de l'association de fidèles Mission de l'Immaculée et du monastère de Niepokalanów (canonisé le 10 octobre 1982). |

## 1972
| N° | Image | Bienheureux           | Date de béatification | Lieu de béatification                   | Informations |
| -- | ----- | --------------------- | --------------------- | --------------------------------------- | --- |
| 1. |       | Michel Rua            | 29 octobre 1972       | Basilique Saint-Pierre, Cité du Vatican | (1837-1910), prêtre salésien italien, premier successeur de Don Bosco comme recteur des Salésiens. |
| 2. |       | Augustine Pietrantoni | 12 novembre 1972      | Basilique Saint-Pierre, Cité du Vatican | (1864-1894), religieuse italienne des Sœurs de la charité de sainte Jeanne-Antide Thouret. « Elle dit de ses malades, à l'époque incurables et souvent exaspérés et difficiles à soigner: « En eux je sers Jésus-Christ... je me sens enflammée de charité pour tous, prête à affronter n'importe quel sacrifice, même à verser mon sang pour la charité ». Le sacrifice suprême du sang sera le sceau définitif de sa vie, qui s'est entièrement écoulée dans l'amour indivis pour Dieu et ses frères.» (canonisée le 18 avril 1999). |

## 1974
| N° | Image | Bienheureux         | Date de béatification | Lieu de béatification                   | Informations                                                                        |
| -- | ----- | ------------------- | --------------------- | --------------------------------------- | ----------------------------------------------------------------------------------- |
| 1. |       | Libère Wagner       | 24 mars 1974          | Basilique Saint-Pierre, Cité du Vatican | (1593-1631), prêtre allemand martyrisé pour avoir refusé d'apostasié.               |
| 2. |       | Françoise Schervier | 28 avril 1974         | Basilique Saint-Pierre, Cité du Vatican | (1816-1879), religieuse rhénane fondatrice des sœurs des pauvres de Saint François. |

## 1975
| N°  | Image | Bienheureux               | Date de béatification | Lieu de béatification                   | Informations |
| --- | ----- | ------------------------- | --------------------- | --------------------------------------- | --- |
| 1.  |       | Marie-Eugénie de Jésus    | 9 février 1975        | Basilique Saint-Pierre, Cité du Vatican | (1817-1898), religieuse catholique française, fondatrice de la congrégation apostolique des Religieuses de l'Assomption (canonisée le 3 juin 2007). |
| 2.  |       | César de Bus              | 27 avril 1975         | Basilique Saint-Pierre, Cité du Vatican | (1544-1607), prêtre français, fondateur de la Société des Prêtres de la doctrine chrétienne et de la Société des Filles de la Doctrine chrétienne (canonisé le 15 mai 2022). |
| 3.  |       | Charles Steeb             | 6 juillet 1975        | Basilique Saint-Pierre, Cité du Vatican | (1773-1856), prêtre allemand fondateur des sœurs de la Miséricorde de Vérone. |
| 4.  |       | Eugène de Mazenod         | 19 octobre 1975       | Basilique Saint-Pierre, Cité du Vatican | (1782-1861), prêtre et évêque français, fondateur de la congrégation cléricale missionnaire des Oblats de Marie-Immaculée (canonisé le 3 décembre 1995). |
| 5.  |       | Arnold Janssen            | 19 octobre 1975       | Basilique Saint-Pierre, Cité du Vatican | (1837-1909), prêtre catholique allemand, fondateur de la congrégation missionnaire du Verbe Divin (canonisé le 5 octobre 2003). |
| 6.  |       | Joseph Freinademetz       | 19 octobre 1975       | Basilique Saint-Pierre, Cité du Vatican | (1852-1908), prêtre missionnaire autrichien de la Société du Verbe-Divin qui œuvra en Chine, jusqu'à sa mort (canonisé le 5 octobre 2003) |
| 7.  |       | Marie-Thérèse Ledóchowska | 19 octobre 1975       | Basilique Saint-Pierre, Cité du Vatican | (1863-1925), religieuse polonaise fondatrice des Sœurs missionnaires de saint Pierre Claver. |
| 8.  |       | Gaspard Bertoni           | 1er novembre 1975     | Basilique Saint-Pierre, Cité du Vatican | (1777-1853), prêtre vénitien, fondateur de la Congrégation des saints stigmates de Notre-Seigneur Jésus-Christ pour le ministère paroissial, les écoles et l'éducation ; considéré comme le précurseur de l'Action catholique (canonisé le 1er novembre 1989).                        |
| 9.  |       | Ézéchiel Moreno y Díaz    | 1er novembre 1975     | Basilique Saint-Pierre, Cité du Vatican | (1848-1906), prêtre et évêque augustin récollet espagnol, missionnaire aux Philippines et en Colombie (canonisé le 11 octobre 1992) |
| 10. |       | Marie du Divin Cœur       | 1er novembre 1975     | Basilique Saint-Pierre, Cité du Vatican | (1863-1899), religieuse allemande de la Congrégation de Notre-Dame de Charité du Bon-Pasteur. Propagatrice de la dévotion au Sacré-Cœur, elle inspira le pape Léon XIII pour la consécration du genre humain au Sacré-Cœur de Jésus, dans son encyclique Annum Sacrum du 25 mai 1899. |
| 11. |       | Vincent Grossi            | 1er novembre 1975     | Basilique Saint-Pierre, Cité du Vatican | (1845-1917), prêtre italien, auteur de plusieurs initiatives pastorales, en particulier la fondation des Filles de l'Oratoire, pour l'enseignement des enfants des campagnes (canonisé le 18 octobre 2015).                                                                           |
| 12. |       | Anne Michelotti           | 1er novembre 1975     | Basilique Saint-Pierre, Cité du Vatican | (1843-1888), religieuse savoyarde fondatrice des Petites servantes du Sacré-Cœur de Jésus. |
| 13. |       | Joseph Moscati            | 1er novembre 1975     | Basilique Saint-Pierre, Cité du Vatican | (1880-1927), laïc et médecin italien (canonisé le 25 octobre 1987). |
|     |       |                           |                       |                                         | |

## 1976
| N° | Image | Bienheureux                   | Date de béatification | Lieu de béatification                   | Informations |
| -- | ----- | ----------------------------- | --------------------- | --------------------------------------- | --- |
| 1. |       | Léopold Mandic                | 2 mai 1976            | Basilique Saint-Pierre, Cité du Vatican | (1866-1942), prêtre de l'ordre des Frères mineurs capucins. Il est connu pour avoir été un inlassable confesseur (canonisé le 16 octobre 1983). |
| 2. |       | Marie de Jésus Lopez de Rivas | 14 novembre 1976      | Basilique Saint-Pierre, Cité du Vatican | (1560-1640), religieuse carmélite déchaussée.                                                                                                   |

## 1977
| N° | Image | Bienheureux               | Date de béatification | Lieu de béatification                   | Informations |
| -- | ----- | ------------------------- | --------------------- | --------------------------------------- | --- |
| 1. |       | Marie Rose Molas y Vallvé | 8 mai 1977            | Basilique Saint-Pierre, Cité du Vatican | (1815-1876), religieuse espagnole fondatrice des sœurs de Notre-Dame de la Consolation (canonisée le 11 décembre 1988). |
| 2. |       | Miguel Febres Cordero     | 30 octobre 1977       | Basilique Saint-Pierre, Cité du Vatican | (1854-1910), religieux Lasalliens, grammairien et linguiste équatorien. (canonisé le 21 octobre 1984).                  |
| 3. |       | Louis-Joseph Wiaux        | 30 octobre 1977       | Basilique Saint-Pierre, Cité du Vatican | (1841-1917), religieux enseignant belge, frère des Écoles Chrétiennes (canonisé le 10 décembre 1989).                   |

## 1978
| N° | Image | Bienheureux              | Date de béatification | Lieu de béatification                   | Informations |
| -- | ----- | ------------------------ | --------------------- | --------------------------------------- | --- |
| 1. |       | Marie Catherine Kasper   | 16 avril 1978         | Basilique Saint-Pierre, Cité du Vatican | (1820-1898), religieuse allemande, qui œuvra pour soulager les diverses formes de misères de l'époque et qui fonda dans ce sens la congrégation des Pauvres servantes de Jésus-Christ (canonisée le 14 octobre 2018). |
| 2. |       | Marie Henriette Dominici | 16 avril 1978         | Basilique Saint-Pierre, Cité du Vatican | (1828-1894), religieuse italienne cofondatrice des Sœurs de Sainte-Anne de Turin. |